# نیکولاس دی آگستو
نیکولاس دی آگستو (به انگلیسی: Nicholas D'Agosto) بازیگر آمریکایی و متولد ۱۷ آوریل ۱۹۸۰ در اوماها است.

## فیلم‌شناسی
فهرست برخی از فیلم‌هایی که نیکولاس دی آگستو در آنها به ایفای نقش پرداخته‌است :
- کارشناسان سکس
- مقصد نهایی ۵
- انتخابات
- قهرمان‌ها